# Izydora Dąmbska

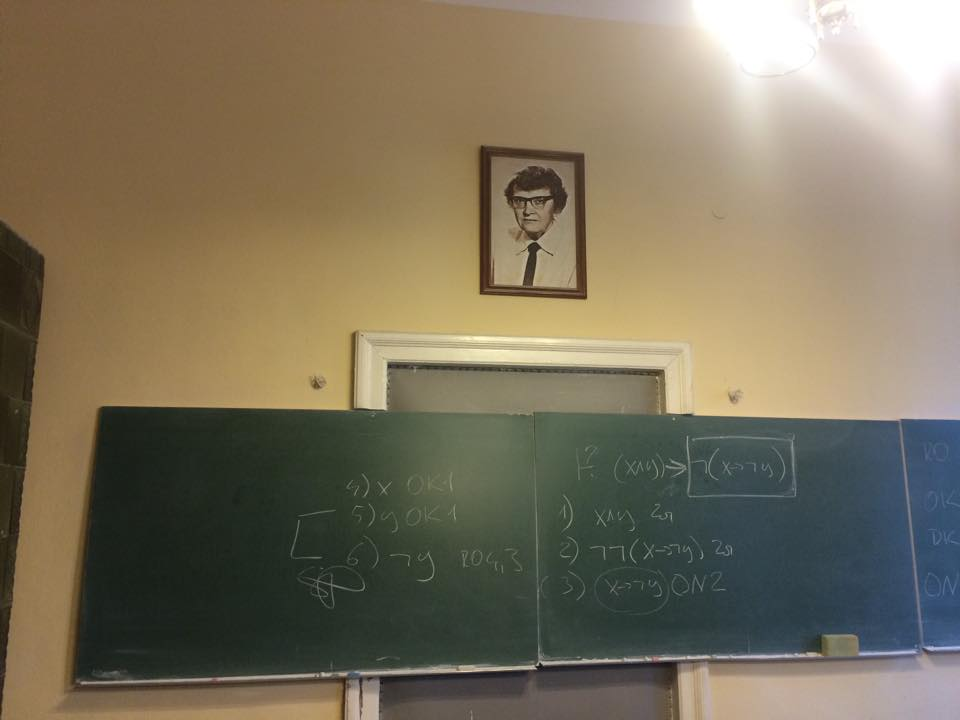
Der nach Izydora Dąmbska benannte Raum im Collegium Broscianum der Jagiellonen-Universität mit einem Porträt von Izydora Dąmbska

Izydora Dąmbska (* 3. Januar 1904 in Lemberg, Österreich-Ungarn; † 18. Juni 1983 in Krakau, Polen) war eine polnische Philosophin, Erkenntnistheoretikerin, Übersetzerin und Hochschullehrerin. Sie gehörte mit Daniela Tennerowna-Gromska, Maria Kokoszyńska-Lutmanowa und Seweryna Luszczewska-Romahnowa zu der dritten Generation der Lemberg-Warschau-Schule (LWS). Ihr umfangreiches Werk beeinflusste, trotz Zensur ihrer Arbeiten und der Beschränkung ihrer Lehrmöglichkeiten, maßgeblich die Entwicklung der polnischen Philosophie nach dem Zweiten Weltkrieg und trug zur Verbreitung philosophischen Denkens bei.

## Leben und Werk

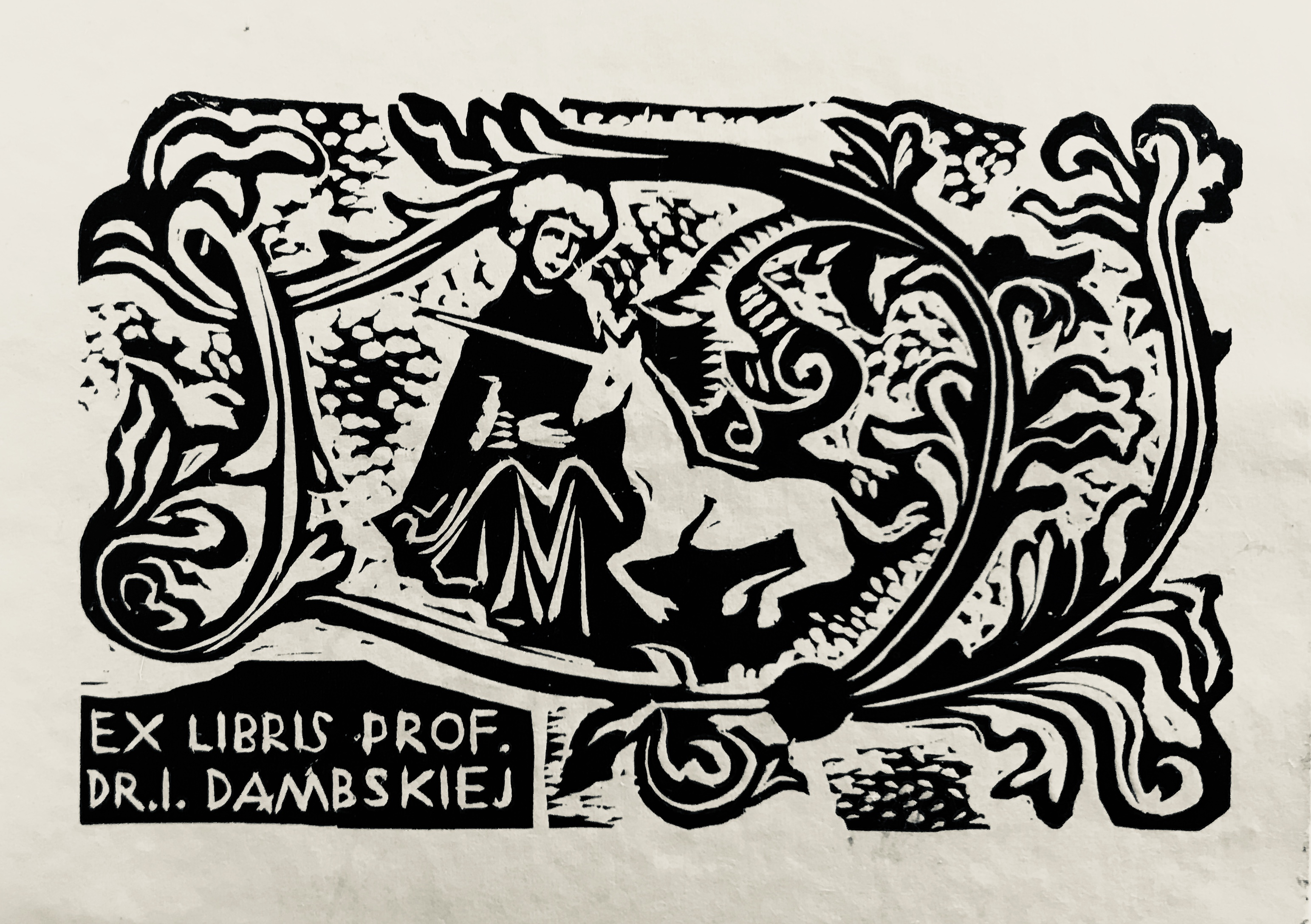
Exlibris von Dąmbska

Dąmbska war die jüngste von drei Töchtern einer adeligen Familie Dąmbski, die das Godziembawappen als Familienwappen führen durfte. Ihr Vater Stanisław Dąmbski war Senator der Zweiten Republik Polen und ihre Mutter Antonina stammte aus Otok.  Dąmbska legte 1922 ihre Matura am Privaten Realgymnasium der Ursulinenschwestern in Lemberg ab. Anschließend studierte sie bis 1927 Philosophie in Lemberg bei Kazimierz Twardowski und nahm auch an Seminaren von Kazimierz Ajdukiewicz, Roman Ingarden und Mścisław Wartenberg teil. Noch als Studentin versammelte Dąmbska eine Gruppe von Twardowskis Studenten und leitete zusätzliche Übungen.

## Studienzeit
1927 promovierte sie bei Twardowski in Philosophie mit der Dissertation: La théorie du jugement de M. Edmond Goblot. Twardowski beauftragte sie mit der Vollendung der von ihm begonnenen Übersetzung von Leibniz’ Dissertation Neue Überlegungen zur menschlichen Vernunft, die sie nach dem Zweiten Weltkrieg beendete. 37 Jahre später übersetzte sie Twardowskis Dissertation anhand des Manuskripts ins Polnische. In den folgenden Jahren war sie eine der herausragendsten Übersetzerinnen der Klassiker der Philosophie ins Polnische und der Werke polnischer Philosophen.
Von 1930 bis 1931 setzte sie ihre Studien in Österreich bei Moritz Schlick, in Deutschland bei Hans Reichenbach und in Frankreich u. a. bei Édouard Le Roy fort. Nach ihrer Rückkehr nach Lemberg begann sie in der Universitätsbibliothek und an weiterführenden Schulen zu arbeiten, war im philosophischen Milieu aktiv und besuchte ausländische Kongresse.  In den Jahren von 1937 bis 1940 arbeitete sie als Psychologin am Psychotechnischen Institut in Lemberg, dann bis 1941 in der Bibliothek des Anti-Tuberkulose-Instituts. Nach Twardowskis Tod 1938 leitete sie gemeinsam mit ihrer Freundin Gromska die von Twardowski gegründete philosophische Zeitschrift Ruch Filozoficzny der Polnischen Philosophischen Gesellschaft.

## Tätigkeiten während des Zweiten Weltkrieges
Während des Krieges organisierte Dąmbska eine geheime Universitätsausbildung und arbeitete von 1941 bis 1944 in der Bibliothek des Nationalinstituts Ossolineum in Lemberg. Zusammen mit ihrer Schwester Lesia diente sie in der Heimatarmee in dem von den Deutschen anerkannten Hauptwohlfahrtsrat und sammelte dort auch Informationen über feindliche Truppenbewegungen und Transporte für den Geheimdienst. Unter deutscher und später russischer Besetzung der Stadt war sie Dozentin an der geheimen Jan-Kazimierz-Universität. Nach der Trennung Lembergs von Polen bestand die Gefahr, von dem sowjetischen NKWD verhaftet zu werden, da dieser den Zentralen Wohlfahrtsrat fälschlicherweise als eine kollaborative Organisation ansah. Tatsächlich leistete dieser Dienst vielen Polen Hilfe, indem er Gelder aus ausländischen Quellen, hauptsächlich aus den USA und dem Internationalen Roten Kreuz, dem Vatikan und aus London erhielt. Dąmbska floh daher mit ihren Schwestern über Krakau nach Danzig, wo sie Kuratorin der Stadtbibliothek wurde.

## Hochschullehrerin und Zensierung
Sie habilitierte sich 1946 an der Universität Warschau, lehrte dort von 1946 bis 1949 und übernahm für ein Jahr die Stelle einer außerordentlichen Professorin in Posen. Von 1950 bis 1956 wurde ihr ebenso wie Henryk J. Elzenberg, Roman Ingarden, Ossowski und Tatarkiewicz sowohl die universitäre Lehre als auch die Möglichkeit, ihre Werke zu veröffentlichen, entzogen.
Von 1957 bis 1964 war sie Professorin am Lehrstuhl für Geschichte der Philosophie an der Jagiellonen-Universität und begann mit Ingarden die Krakauer Philosophie neu aufzubauen. Nach Ingardens Pensionierung 1963 wurde sie aus politischen Gründen entlassen und  ihr wurde zum zweiten Mal der Lehrstuhl und die Lehrmöglichkeit entzogen. Trotz ihres Widerspruchs wurde sie am 1. Juli 1964 an das Institut für Philosophie und Soziologie der Polnischen Akademie der Wissenschaften versetzt, wo sie wissenschaftliche Forschung betreiben konnte, jedoch individuell und ohne Kontakte zu jungen Menschen. Informationen über sie wurden zensiert.  Eine weitere Form der Repression war die 10-jährige Verzögerung durch den Staatsrat bei der Verleihung des Professorentitels. Vor ihrer Emeritierung wurde ihr der Titel einer ordentlichen Professorin verliehen.
Von 1975 bis 1983 engagierte sie sich in der Bürgerbewegung gegen Verfassungsänderungen, protestierte gegen die Verfolgung von Arbeitern, unterzeichnete die Gründungserklärung der Gesellschaft für wissenschaftliche Studiengänge und trat der Solidarność bei. 1977 wurde ihr Name auf eine spezielle Liste von Personen gesetzt, die unter besonderer Zensurkontrolle standen. Sie durfte nicht in den Medien erscheinen und ihre Artikel wurden nur in Fachzeitschriften veröffentlicht. Vor ihrer Emeritierung wurde ihr der Titel einer ordentlichen Professorin verliehen.
Dąmbska starb am 18. Juni 1983 in Krakau. Sie wurde auf dem Friedhof in Rudna Wielka bei Rzeszów begraben.

## Ehrungen

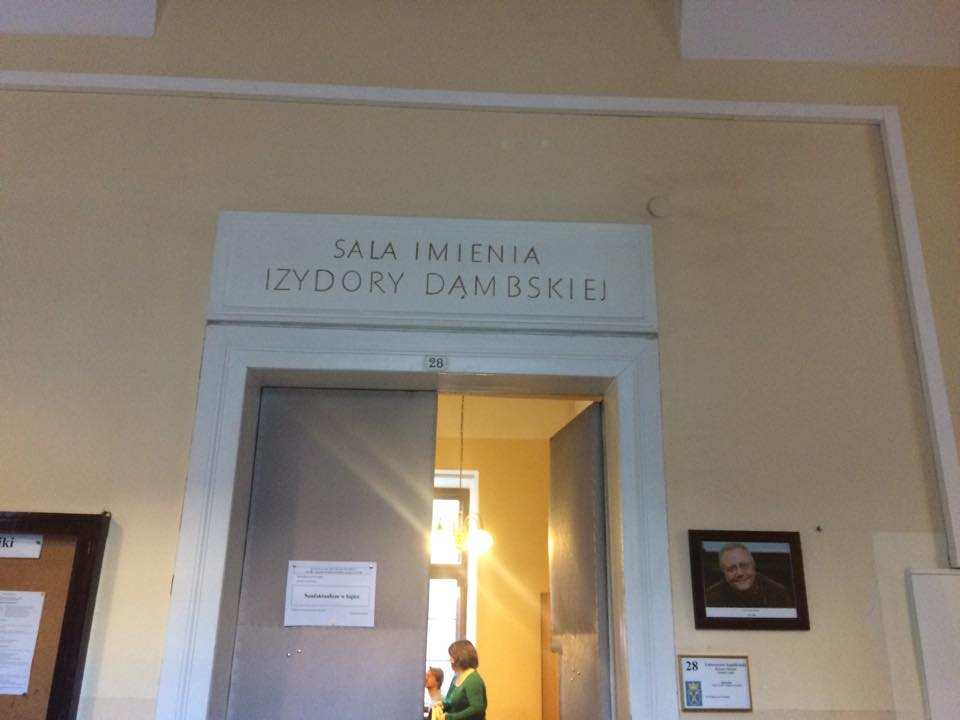
Eingang zum Izydora-Dąmbska-Raum im Collegium Broscianum der Jagiellonen-Universität

1969 wurde sie als erste Frau in das Institut International de Philosophie berufen. 1973 erhielt sie den Alfred-Jurzykowski-Preis der Jurzykowski Foundation. 1975 erhielt sie für ihre staatsbürgerlichen Verdienste das Kreuz der Heimatarmee als ihre einzige Auszeichnung.
1984 erhielt Dąmbska den Pater Idzi-Radziszewski-Preis vom Vorstand der Wissenschaftlichen Gesellschaft der Katholischen Universität Lublin.  Papst Johannes Paul II. schrieb nach ihrem Tod ein Kondolenzschreiben  für herausragende wissenschaftliche Leistungen im Geiste des christlichen Humanismus.

## Veröffentlichungen
Dąmbska hinterließ fast 300 Werke, darunter 11 Bücher, über 100 größere Artikel, mehrere Übersetzungen von Werken von: Władysław Witwicki, Gottfried Wilhelm Leibniz, René Descartes, Theophrast, Twardowski, Sextus Empiricus, Władysław Tatarkiewicz sowie mehrere Dutzend Rezensionen und mehrere hundert Vorträge und außeruniversitäre Vorlesungen. Darüber hinaus erstellte sie in den Jahren von 1937 bis 1983 in Zusammenarbeit mit der in Paris herausgegebenen Bibliographie de la Philosophie über 1500 bibliographische Notizen zu polnischen philosophischen Publikationen für diesen Verlag.